# Björn Waldegård
Björn Waldegård (12 de novembro 1943 — 29 de agosto 2014) foi um ex-piloto sueco de rali, e vencedor do primeiro Campeonato Mundial de Rally de pilotos em 1979. Seu apelido sueco é "Walle".

## Carreira
A carreira de Waldegård ocupa quatro décadas; estreou em 1962 e, após vencer o Campeonato Sueco de Rali em 1967 e 1968, continuou a competir até 1992 quando um braço quebrado durante um acidente no Rali Safari de 1992 adiantou sua aposentadoria. Sua primeira vitória internacional, ao volante do Porsche 911 veio durante o Rali de Monte Carlo de 1969, enquanto sua última vitória foi com um Toyota no Rali Safari de 1990. O que o tornou o piloto mais velho a vencer um evento do Campeonato Mundial.
Durante a década de 1970, Waldegård participou do recém-criado campeonato europeu para pilotos de Rallycross com um Porsche Carrera RSR. Seu melhor resultado foi um segundo lugar, perdendo para o austríaco Franz Wurz (pai de Alexander Wurz) no campeonato de 1974.
A equipe Lancia, patrocinada pela Alitalia, durante a década de 1970 costumava ter como pilotos os já famosos Waldegård e o italiano Sandro Munari. Waldegård e Munari chegaram praticamente empatados ao Rali de San Remo de 1976. Waldegård tinha uma vantagem de quatro segundos sobre Munari no último estágio, sendo forçado a permitir a aproximação do rival para satisfazer a vontade da equipe por uma disputa final 'equilibrada'. Waldegård no entanto saiu vencedor por quatro segundos ao desobedecer uma ordem de equipe ao ultrapassar Munari, conseqüentemente Waldegård deixou a Lancia e se juntou à equipe Ford no final de 1976.
Dirigindo o Ford Escort RS, Waldegård venceu três dos rallies mais difíceis em 1977; o Rali Safari, o Rali da Acrópole e o Rali da Grã-Bretanha.
Foi mais tarde vencedor do primeiro Campeonato Mundial de Rali para pilotos em 1979 pela Ford e Mercedes-Benz, à frente de Hannu Mikkola no último estágio do Rali da Costa do Marfim, ao chegar logo após o rival.
Björn Waldegard faleceu em 29 de agosto de 2014, aos 70 anos, devido a um cancro.

## Vitórias internacionais

### Período pré-WRC
| Björn Waldegård, vitórias pré-WRC |                                        |               |
| 1969                              | 38ème Rallye Automobile de Monte-Carlo | Porsche 911 S |
| 1970                              | 39ème Rallye Automobile de Monte-Carlo | Porsche 911 S |
| 1970                              | 21st International Swedish Rally       | Porsche 911 S |
| 1970                              | 41. Österreichische Alpenfahrt         | Porsche 911 S |

### Vitórias no WRC
| #  | Evento                             | Temporada | Co-piloto        | Carro                 |
| -- | ---------------------------------- | --------- | ---------------- | --------------------- |
| 1  | 25th International Swedish Rally   | 1975      | Hans Thorszelius | Lancia Stratos HF     |
| 2  | 17º Rallye Sanremo                 | 1975      | Hans Thorszelius | Lancia Stratos HF     |
| 3  | 18º Rallye Sanremo                 | 1976      | Hans Thorszelius | Lancia Stratos HF     |
| 4  | 25th Safari Rally                  | 1977      | Hans Thorszelius | Ford Escort RS1800    |
| 5  | 24th Acropolis Rally               | 1977      | Hans Thorszelius | Ford Escort RS1800    |
| 6  | 26th Lombard RAC Rally             | 1977      | Hans Thorszelius | Ford Escort RS1800    |
| 7  | 28th International Swedish Rally   | 1978      | Hans Thorszelius | Ford Escort RS1800    |
| 8  | 26th Acropolis Rally               | 1979      | Hans Thorszelius | Ford Escort RS1800    |
| 9  | 7ème Critérium Molson du Québec    | 1979      | Hans Thorszelius | Ford Escort RS1800    |
| 10 | 12ème Rallye Côte d'Ivoire         | 1980      | Hans Thorszelius | Mercedes 500 SLC      |
| 11 | 12th Motogard Rally of New Zealand | 1982      | Hans Thorszelius | Toyota Celica 2000GT  |
| 12 | 15ème Rallye Côte d'Ivoire         | 1983      | Hans Thorszelius | Toyota Celica TCT     |
| 13 | 32nd Marlboro Safari Rally         | 1984      | Hans Thorszelius | Toyota Celica TCT     |
| 14 | 34th Marlboro Safari Rally Kenya   | 1986      | Fred Gallagher   | Toyota Celica TCT     |
| 15 | 18ème Rallye Côte d'Ivoire         | 1986      | Fred Gallagher   | Toyota Celica TCT     |
| 16 | 38th Marlboro Safari Rally Kenya   | 1990      | Fred Gallagher   | Toyota Celica GT-Four |